# Jhelum
Jhelum o Jehlum (urdu, panyabí جہلم) es una ciudad del Punyab (Pakistán) capital del distrito de Jhelum, en la orilla derecha del río Jhelum. Según el censo de 1998 la población era de 145.897. 1998 Census de Pakistán El nombre quizás deriva de "jal" (agua pura) y "anzuelo" (nieve) ya que el agua del río procede del Himalaya, pero hay otras teorías como la que la hace derivar de Ya-e-Alam (Plaza de la Bandera). El área principal de la ciudad está centrada en torno a "Shand Chowk", "GTS Chowk", "Muhammad Chowk" e incluye el Mercado principal, el "Niya Bazaar", el "Raja Bazaar", el "Kinari Bazaar ", el" Saraf Bazaar ", el" Chowk-EHL-e-Hadith "y el Arco del Soldado entre otros elementos. El antiguo "Cantonment" (a unos 5 km) es hoy una base militar de infantería en las afueras de la ciudad.

## Historia
Jhelum se encuentra muy cerca del sitio de la famosa batalla del Hydaspes entre el ejército de Alejandro Magno y el rey Poros. La batalla tuvo lugar a lo largo de las costas del rio Río Jhelum. Se cree que es la antigua ciudad de Bucéfala, fundada para conmemorar la muerte del caballo de Alejandro, Bucéfalo. Cerca también se encuentra el histórico Fuerte Rohtas del siglo XV.
El 23 de marzo de 1849 fue elegida como sede de un "Cantonment" (campamento militar) y de la administración civil del distrito, durante unos diez años fue además sede del comisionado de una división que en 1859 se trasladó en Rawalpindi. La municipalidad se creó en 1867. Modernamente está dividida en siete Unions Councils (Jhelum I a VII).

## Demografía
- 1868 = 7.393
- 1881 = 21.107
- 1901 = 14.951
- 1961 = 52.685
- 1972 = 70.157
- 1981 = 106.462
- 1998 = 145.847
- Estimación 2012 = 188.800

## Lugares destacados
- Fortaleza de Rohtas construido por afgano Sher Shah Suri a unos 16 km.
- Masjid Jhelum, mezquita
- Iglesia de San Juan de 1860.
- Altaf Park
- Monumento al mayor Akram Shaheed
- Parque natural de Lehr a 30 km
- Manglar Dam, toma a unos 30 km